# Список гравців жіночої збірної України з футзалу
Нижче наведено список гравців жіночої збірної України з футзалу, футзалісток, які зіграли хоча б один матч за національну команду.
Дані актуальні станом на 28 липня 2019
| Ім'я                  | Дата народження (вік)        | Позиція | Ігор | Голів | Дата смерті |
| --------------------- | ---------------------------- | ------- | ---- | ----- | ----------- |
| Аліна Горобець        | 9 лютого 1985 (40 років)     | НП      | 20   | 11    |             |
| Аліна Скрипленко      | 17 серпня 1992 (32 роки)     | ВР      | 10   | 0     |             |
| Алла Кривенко         | 30 жовтня 1984 (40 років)    | ПЗ      | 1    | 1     |             |
| Альона Лук'яненко     | 3 липня 1986 (38 років)      | НП      | 15   | 6     |             |
| Анна Прокопенко       | 11 лютого 1991 (34 роки)     | ЗХ      | 16   | 2     |             |
| Анна Шульга           | 3 березня 1995 (30 років)    | НП      | 5    | 5     |             |
| Віталіна Олійник      | 17 жовтня 1989 (35 років)    | ПЗ      | 1    | 1     |             |
| Галина Гурська        | 7 березня 1985 (40 років)    | ВР      | 7    | 0     |             |
| Елеонора Мальцева     | ?                            | ЗХ      | 1    | 0     |             |
| Євгенія Шаповал       | 10 вересня 1987 (37 років)   | ЗХ      | 5    | 1     |             |
| Ірина Дубицька        | 6 травня 1994 (30 років)     | ЗХ      | 16   | 0     |             |
| Ірина Мельничук       | 16 серпня 1987 (37 років)    | ВР      | 20   | 0     |             |
| Ірина Бавзенюк        | 23 липня 1988 (36 років)     | ЗХ      | 20   | 11    |             |
| Катерина Малишко      | 18 листопада 1988 (36 років) | ЗХ      | 20   | 6     |             |
| Катерина Шеремет      | 11 січня 1987 (38 років)     | ЗХ      | 15   | 3     |             |
| Лариса Бутко          | ?                            | НП      | 3    | 0     |             |
| Марина Доценко        | ?                            | ЗХ      | 1    | 0     |             |
| Маріанна Ігнатенко    | 16 квітня 1991 (33 роки)     | НП      | 5    | 1     |             |
| Марія Поліщук         | 16 квітня 1991 (33 роки)     | ЗХ      | 5    | 0     |             |
| Наталя Кривопишина    | ?                            | ЗХ      | 3    | 0     |             |
| Оксана Ткачук         | ?                            | ЗХ      | 3    | 1     |             |
| Олександра Лясковська | 19 лютого 1973 (52 роки)     | НП      | 3    | 2     |             |
| Олена Павленко        | 1 січня 1991 (34 роки)       | НП      | 19   | 4     |             |
| Ольга Смірнова        | ?                            | ЗХ      | 3    | 0     |             |
| Ольга Ткачук          | ?                            | ВР      | 3    | 0     |             |
| Ольга Ягодкіна        | 21 січня 1966 (59 років)     | НП      | 3    | 1     |             |
| Світлана Камнева      | ?                            | НП      | 3    | 0     |             |
| Світлана Конаровська  | 14 квітня 1988 (36 років)    | НП      | 6    | 2     |             |
| Тетяна Конаровська    | 26 листопада 1986 (38 років) | ЗХ      | 7    | 4     |             |
| Тетяна Мартинюк       | 29 квітня 1994 (30 років)    | ЗХ      | 3    | 0     |             |
| Тетяна Притика        | ?                            | ЗХ      | 3    | 0     |             |
| Тетяна Узол           | 7 липня 1984 (40 років)      | ВР      | 3    | 0     |             |
| Тетяна Якимчук        | ?                            | ПЗ      | 3    | 0     |             |
| Юлія Базилівська      | 2 червня 1989 (35 років)     | ЗХ      | 15   | 1     |             |
| Юлія Тітова           | 6 лютого 1984 (41 рік)       | ЗХ      | 11   | 5     |             |
| Юлія Форсюк           | 15 серпня 1985 (39 років)    | НП      | 15   | 17    |             |
| Вікторія Сагайдачна   |                              | ВР      |      |       |             |
| Наталія Митрофанська  |                              | ВР      |      |       |             |
| Сніжана Воловенко     |                              | НП      |      |       |             |
| Анастасія Кліпаченко  |                              | ПЗ      |      |       |             |
| Альона Кирильчук      |                              | ЗХ      |      |       |             |
| Анна Сидоренко        |                              | НП      |      |       |             |
| Юлія Дударчук         |                              | НП      |      |       |             |
| Христина Єрьоменко    |                              | НП      |      |       |             |
| Ксенія Гриценко       |                              | НП      |      |       |             |
| Олена Цикаленко       |                              | ВР      |      |       |             |
| Ірина Майбородіна     |                              | НП      |      |       |             |
| Юлія Шевченко         |                              | ПЗ      |      |       |             |
| Таїсія Бабенко        |                              | НП      |      |       |             |
| Маргарита Мочалова    |                              | ПЗ      |      |       |             |
| Валерія Єрмоленко     |                              | ЗХ      |      |       |             |
| Яніна Романюк         |                              | ВР      |      |       |             |
| Валентина Тараканова  |                              | НП      |      |       |             |

Ключ
- ВР — Воротар
- ЗХ — Захисник
- ПЗ — Півзахисник
- НП — Нападник